# Storia della Corea del Nord
La storia della Corea del Nord comincia all'indomani della capitolazione dell'Impero giapponese avvenuta il 15 agosto 1945, quando Kim Il-sung, che aveva guidato l'esercito rivoluzionario popolare coreano nella resistenza comunista coreana all'occupazione giapponese, si impose come il principale capo del Paese in qualità di segretario generale del Partito dei Lavoratori di Corea, nato dalla fusione del Partito del Lavoro della Corea del Nord con il corrispettivo sudcoreano.

## Dalla spartizione alla guerra di Corea
Il Comitato popolare provvisorio della Corea del Nord esercitava le funzioni di governo provvisorio. La legge sulla riforma agraria del 5 marzo 1946 abolì la proprietà fondiaria feudale, mentre la legge del 10 agosto 1946 nazionalizzò le grandi industrie, le banche, i trasporti e le poste e telecomunicazioni; la prima regolamentazione del lavoro fu stabilita con la legge del 24 giugno 1946 e l'eguaglianza dei sessi fu proclamata dalla legge del 30 luglio 1946. Una campagna di alfabetizzazione fu inoltre condotta a partire dalla fine del 1945, poiché quasi un quarto della popolazione nordcoreana era analfabeta.
La spartizione di fatto della Corea, in cui dopo la capitolazione giapponese nel 1945 i soldati sovietici e statunitensi erano presenti da una parte e dall'altra del 38º parallelo fu ratificata alla fine del 1948. Al Sud gli Stati Uniti istituirono un'amministrazione militare diretta, prima dell'organizzazione di elezioni il 10 maggio 1948 che condussero alla proclamazione della Repubblica di Corea il 15 agosto 1948, mentre a nord i sovietici stabilirono un'amministrazione civile. Dopo la tenuta a Pyongyang di una conferenza che riuniva organizzazioni del Nord e del Sud nell'aprile 1948, elezioni legislative (organizzate clandestinamente al Nord) si tennero il 25 agosto 1948. Il 9 settembre 1948 l'Assemblea popolare suprema proclamò la Repubblica Popolare Democratica di Corea a Pyongyang.
A partire dal 1947 numerosissimi abitanti della provincia di Hwanghae, vasta zona agricola situata a nord del 38º parallelo, sulla costa ovest della penisola, diedero vita a proteste contro il sistema di coscrizione istituito da Kim Il-sung; i legami familiari e culturali con il Sud erano così forti che alcuni di essi fuggirono sulle colline, altri presero le armi, altri ancora attraversarono la frontiera (vedi UNPIK).
Le cause della guerra di Corea, combattuta dal 25 giugno 1950 al 27 luglio 1953, danno luogo ancora oggi a interpretazioni divergenti nelle due parti del Paese. Per Seul la guerra fu scatenata da un'aggressione nordcoreana, in collegamento con Mosca, secondo un piano stabilito in precedenza. Per Pyongyang invece l'attraversamento da parte nordcoreana del 38º parallelo, fino alla quasi invasione totale della penisola coreana, sarebbe stata la risposta a un attacco a sorpresa dell'esercito di Seul comandato da consiglieri statunitensi. Di fatto la moltiplicazione degli incidenti di frontiera testimoniava un aggravamento delle tensioni militari alla vigilia del conflitto.

## Guerra di Corea
Dopo una rapida avanzata delle truppe nordcoreane comandate da Kim Il-sung, che occuparono ben presto quasi tutta la penisola, a eccezione di una testa di ponte a Pusan, forze statunitensi e di altri Paesi occidentali (tra cui la Francia, le cui truppe erano guidate dal generale Monclar), sbarcarono sotto la bandiera delle Nazioni Unite il 7 luglio 1950: il boicottaggio da parte dell'Unione Sovietica del Consiglio di sicurezza dell'ONU (al fine di protestare contro il rifiuto di riconoscere la Repubblica Popolare Cinese come membro permanente del Consiglio di sicurezza) permise agli Stati Uniti di condannare la Corea del Nord come aggressore e di far votare un intervento delle Nazioni Unite.
La controffensiva statunitense penetrò largamente nel Nord e raggiunse la frontiera cinese il 26 ottobre 1950. Mezzo milione di soldati cinesi vennero allora ad appoggiare i soldati nordcoreani che ripresero brevemente Seul nel gennaio 1951, prima che il fronte si stabilizzasse da una parte e dall'altra al trentottesimo parallelo. L'armistizio fu firmato a Panmunjeom il 27 luglio 1953 ed è tuttora in vigore, in assenza di trattati di pace. Il mantenimento dal 1953 di più di 30.000 soldati statunitensi in Corea del Sud è indicato da Pyongyang come il principale ostacolo alla riunificazione, a partire dal ritiro delle truppe cinesi dal Nord nel 1958.

## Fra il 1953 e il 1993
Dopo il pesantissimo costo umano e materiale della guerra, celebrata in Corea del Nord come una vittoria sugli Stati Uniti, la Corea del Nord ricostruì la sua economia e si industrializzò rapidamente, alla velocità di Chollima, mitico cavallo alato che percorreva 1.000 lǐ al giorno, seguendo le idee del Juche elaborate dal presidente Kim Il-sung; con tassi di crescita annuali superiori al 10%, il Paese era uno dei primi al mondo per sviluppo.
Dal 1962 al 1968 il regime nordcoreano credette che la Corea del Sud si sarebbe sollevata da sé; per accelerare il "momento decisivo" aveva inviato nella Corea del Sud agenti sovversivi e squadre di guerriglieri che furono subito neutralizzati, a volte con perdite pesanti su entrambi i fronti. Diversi attentati furono commessi contro membri dei governi della Corea del Sud fino agli anni ottanta, due dei quali ai danni del presidente Park Chung-hee. Gli agenti nordcoreani venivano scoperti facilmente dai tabaccai per via del fatto che non conoscevano il prezzo delle sigarette. Gli anni record di infiltrazioni furono il 1967 e il 1968, con 743 agenti sui 3.693 scoperti tra il 1954 e il 1992.
Il 21 gennaio 1968 un commando delle forze speciali della Corea del Nord attaccò la residenza presidenziale a Seul; dei 31 componenti del commando, 28 furono uccisi e uno fu fatto prigioniero; i sudcoreani ebbero 68 morti e 66 feriti tra civili e militari e ci furono tre morti e tre feriti statunitensi. Il 23 gennaio 1968 la Corea del Nord fermò in alto mare per ispezionarla la nave spia americana Pueblo, che secondo Pyongyang era penetrata nelle sue acque territoriali; l'equipaggio fu liberato solo dopo scuse ufficiali del governo statunitense e, nonostante ciò, un membro dell'equipaggio fu ucciso. Nell'ottobre 1968 130 commando nordcoreani tentarono un raid sulla costa est della Corea del Sud: 110 furono uccisi e altri sette catturati. Il 15 aprile 1969 un Lockheed EC-121 Warning Star di ricognizione elettronica statunitense fu abbattuto sul mar del Giappone, a più di 160 km dalle coste coreane, da un MiG-21 dell'esercito d'aria nordcoreano. Il suo equipaggio di 31 persone fu ucciso.
Le prime discussioni fra i governi delle due Coree in vista di un trattato di pace e di riunificazione si tennero nel 1972. In questo quadro la Corea del Nord propose nel 1980 la costituzione di una repubblica federale democratica di Koryo sulla base di un'autonomia regionale.
La Corea del Sud accusò la Corea del Nord di aver organizzato nel 1983 un attentato con una bomba a Rangoon (attualmente Yangon, in Myanmar), che uccise diciassette sudcoreani in visita ufficiale, di cui quattro membri di gabinetti ministeriali, nonché un altro attentato che causò la morte di centocinque passeggeri di un volo della Korean Airlines. Mancano gli elementi di prova a sostegno e il governo nordcoreano ha sempre negato ogni implicazione nell'attentato di Rangoon, ma un agente nordcoreano avrebbe al contrario riconosciuto di aver piazzato una bomba nell'attentato al volo della Korean Airlines.
Nel settembre 1984 la Corea del Nord versò un aiuto di 12 milioni di dollari alle vittime di inondazioni in Corea del Sud. Nel 1991, durante un’epoca caratterizzata da un’apparente abbondanza economica, fu avviata la campagna ‘mangiamo solo due pasti al giorno’. Questa iniziativa ha suscitato perplessità riguardo al presunto successo economico del paese, che era stato proclamato nei discorsi ufficiali a partire dagli anni '90.

## Carestia e aiuto umanitario internazionale
Fra il 1994 e il 1998 una grave carestia colpì la Corea del Nord. Le stime del numero delle vittime sono molto variabili, da 220.000 (secondo i dati ufficiali) a più di tre milioni di morti secondo certe organizzazioni non governative. L'emergenza fu tale che per la prima volta nella sua storia il Paese uscì dal suo isolazionismo e chiese un aiuto umanitario ai Paesi esteri nel giugno 1995.
Le ragioni di questa crisi sanitaria sono molteplici secondo le fonti. Le autorità nordcoreane sottolineano l'impatto negativo delle inondazioni del 1995 e del 1996, oltre che della siccità del 1997 che ne fu la causa principale. Per gli osservatori internazionali, come Amnesty International o ancora Medici senza frontiere, il sistema economico ne sarebbe ugualmente responsabile, come pure la rottura dei legami economici e strategici dopo la scomparsa dell'Unione Sovietica e la normalizzazione delle relazioni tra la Cina e la Corea del Sud.
Nel 1995 e nel 1998 Pyongyang beneficiò di volumi sempre crescenti di aiuti alimentari (più di un miliardo di dollari in quattro anni) e l'appello lanciato nel 1999 dalle Nazioni Unite, per un importo di 376 milioni di dollari, rappresenta il secondo programma di assistenza internazionale dopo l'ex Iugoslavia, essenzialmente per ragioni politiche e per evitare il crollo potenzialmente catastrofico del regime.
L'aiuto straniero di origine pubblica e privato continuò dopo questa epoca. Gli Stati Uniti sbloccarono ad esempio, nell'ottobre 1998, 300.000 tonnellate di aiuti alimentari, ma la Corea del Sud era di gran lunga il primo fornitore. La Corea del Nord però non accetta più aiuti umanitari dalla fine del 2006 e aspetta un sostegno sotto forma di cooperazione allo sviluppo.

## Dal 1993: crisi nucleare e presidenza di Kim Jong-il
Nel maggio 1993 la Corea del Nord lanciò un missile Rodong che terminò la sua corsa nel mar del Giappone (chiamato mare Orientale dai coreani). Nel 1994 a Ginevra, successivamente alla morte di Kim Il-sung, si riesce ad arrivare alla ratifica dell'Accordo Quadro, un compromesso che apriva i siti nucleari della Corea del Nord alle ispezioni dell'AIEA (Agenzia Internazionale per l'Energia Atomica) ed impegnava il paese a sospendere il programma nucleare, in cambio di una cessione di due reattori ad acqua leggera che avrebbero permesso alla Corea del Nord di continuare la produzione di energia a scopi civili. Nel 2003 la Corea del Nord si ritirò dal trattato di non proliferazione nucleare, in un contesto di crisi diplomatica sulle armi nucleari in suo possesso. In mancanza di soluzione della questione nucleare nella penisola coreana, la Corea del Nord non ha reintegrato tale trattato.
Dopo la morte del presidente Kim Il-sung l'8 luglio 1994, in questo contesto di crisi nucleare, la Corea del Nord osservò un lutto nazionale di tre anni fino al 1997, corrispondente alla durata del lutto per il padre nella società coreana tradizionale. Kim Jong-il è succeduto a suo padre Kim Il-sung come principale dirigente della Corea del Nord. Egli ha esercitato fino alla sua morte, avvenuta il 17 dicembre 2011, le funzioni di presidente del Comitato della difesa nazionale della Repubblica Popolare Democratica di Corea. Dopo la sua morte gli è succeduto il terzogenito Kim Jong-un.
Il 31 agosto 1998 la Corea del Nord procedette a un tentativo di lancio di un satellite artificiale, il "Kwangmyongsong 1", da un missile balistico Taepodong che aveva sorvolato Honshū, la principale isola del Giappone, che non era stato però informato di questo tiro. Non essendo stata trovata alcuna traccia del satellite malgrado l'annuncio ufficiale del successo di questo volo, gli specialisti ritengono che lo stadio superiore sarebbe caduto in panne prima della messa in orbita. Il 15 giugno 2000, su iniziativa del presidente della Corea del Sud Kim Dae-jung (che gli avrebbe valso il premio Nobel per la pace nel 2000), fu firmata a Pyongyang la dichiarazione comune Nord-Sud tra i due dirigenti coreani in vista di una riunificazione della Corea in uno Stato indipendente e pacifico.
Il 23 aprile 2004 una grave catastrofe ferroviaria fece almeno 161 morti e una zona di 800 metri di raggio fu rasa al suolo dall'esplosione nella città di Ryongchon. Nell'ottobre 2005 il governo ritornò su alcune delle sue riforme economiche, il che fece temere un deterioramento della situazione alimentare.
Il 4 luglio 2006 la Corea del Nord lanciò sette missili balistici, scatenando con ciò una situazione di tensione internazionale, che si aggravò con il primo test nucleare sotterraneo nordcoreano il 9 ottobre 2006 e determinò una condanna da parte dell'intera comunità internazionale (compresa la Cina, principale alleato della Corea del Nord), con la conseguente adozione di sanzioni economiche.
Un progresso si ebbe finalmente nel febbraio 2007, quando la Corea del Nord accettò di smantellare i suoi impianti nucleari e di consentire agli ispettori internazionali dell'AIEA di entrare nel paese, in cambio di circa 400 milioni di dollari in petrolio e aiuti. Nei mesi successivi il Paese asiatico rispettò l'accordo chiudendo il reattore nucleare per la fabbricazione delle armi di Yongbyon e annunciando che avrebbe disattivato i propri impianti nucleari e sottoposto alle verifiche internazionali un resoconto di tutti i suoi programmi nucleari entro la fine del 2007. Tuttavia il governo nordcoreano non procedette alla rivelazione di tali programmi.

## Il riavvicinamento con la Corea del Sud
Nell'aprile 2007 il parlamento nordcoreano destituì il primo ministro Hong Song Nam e nominò l'ex ministro dell'esercito e della marina Kim Yong-il come suo successore.
La novità più importante però si ebbe nel successivo mese di maggio: per la prima volta in cinquantasei anni furono infatti ripristinati i collegamenti ferroviari tra la Corea del Nord e la Corea del Sud. Anche se l'effettiva realizzazione di una linea ferroviaria efficiente tra i due Paesi avrebbe richiesto molti anni per essere completata (soprattutto a causa delle gravi carenze infrastrutturali della Corea del Nord), nondimeno l'evento ebbe un forte valore simbolico e fu considerato un importante passo verso la riconciliazione.
Nell'ottobre 2007 Kim Jong-il e il presidente sud-coreano Roh Moo-hyun si incontrarono per il secondo vertice inter-coreano. I due capi stipularono un accordo per collaborare su vari progetti economici e concordarono inoltre di avviare un confronto per giungere alla firma di un trattato che avrebbe formalmente posto fine alla guerra di Corea.
Oltre che una speranza per la pace e la stabilità politica della regione, il riavvicinamento tra le due Coree era un elemento indispensabile per aiutare la Corea del Nord a risolvere alcuni dei suoi cronici problemi, primo fra tutti quello della fame, che proprio nel 2007, secondo l'ONU, minacciava due milioni di nordcoreani su una popolazione di 23 e quello delle più generali condizioni di arretratezza del Paese, anche in quell'anno alle prese con i danni causati dalle ricorrenti inondazioni.

## Dopo il 2007: la perdurante sfida intorno al programma nucleare
Il processo di distensione dei rapporti con la Corea del Sud e con il resto della comunità internazionale era ed è ancora oggi strettamente legato all'effettivo rispetto, da parte della Corea del Nord, degli impegni assunti riguardo all'abbandono del programma nucleare, sul quale permangono forti incertezze, determinate proprio dal comportamento ambiguo e ondivago del Paese asiatico.
All'inizio del 2008 alcune tensioni segnarono nuovamente i rapporti tra Pyongyang e Seul a causa dell'espulsione dalla Corea del Nord di alcuni funzionari sudcoreani e del successivo lancio di missili nel mar Giallo "a scopo dimostrativo".
Ciononostante, le speranze per una Corea del Nord finalmente denuclearizzata si materializzarono di nuovo nei mesi successivi, quando il governo nordcoreano fornì agli Stati Uniti a maggio e poi alla Cina a giugno gran parte (anche se non tutte) delle informazioni richieste sul programma nucleare condotto negli ultimi anni (soprattutto riguardo al plutonio riprocessato o arricchito per le armi nucleari), distruggendo inoltre una torre di raffreddamento nel suo reattore principale di Yongbyon. Gli Stati Uniti a loro volta promisero di depennare la Corea del Nord dalla lista degli "Stati canaglia" (i Paesi che favoriscono il terrorismo) e revocarono alcune sanzioni contro il Paese Nel mese di luglio Stati Uniti, Cina, Corea del Nord, Corea del Sud, Russia e Giappone annunciarono un altro accordo che consentiva agli ispettori internazionali di visitare le installazioni nucleari della Corea del Nord per confermare che aveva chiuso il principale impianto di trattamento a Yongbyon. In cambio la Corea del Nord avrebbe ricevuto assistenza finanziaria ed energetica.
Mentre la crisi alimentare della Corea del Nord continuava ad aggravarsi, i progressi fatti in estate sulla via del disarmo nucleare sembrarono subire una brusca battuta di arresto a settembre, quando le autorità nordcoreane minacciarono di riaprire l'impianto per l'arricchimento del plutonio di Yongbyon e ne allontanarono gli ispettori delle Nazioni Unite. La mossa seguiva le proteste dei nordcoreani per il mancato rispetto della promessa degli Stati Uniti di togliere il Paese dalla loro lista delle nazioni che sponsorizzano il terrorismo e le notizie, poi smentite, che il presidente Kim avesse subito un grave ictus, facendo nascere dubbi su chi stesse realmente guidando il Paese asiatico. La partita a scacchi diplomatica proseguì con il suo imprevedibile andamento nell'ottobre 2008, quando il dipartimento di Stato statunitense tolse la Corea del Nord dalla sua lista degli Stati che sponsorizzano il terrorismo, dopo che il paese aveva accettato di consentire agli ispettori internazionali l'accesso al suo impianto nucleare di Yongbyon e di continuare lo smantellamento della sua infrastruttura per il trattamento del plutonio.
La lenta chiusura del programma nucleare della Corea del Nord giunse a una fase di stallo nell'aprile 2009, quando il 4 aprile dopo che la Corea del Nord lanciò quello che affermò essere un satellite, ma che altri governi sostennero fosse un test di lancio per un missile a lunga gittata. Secondo tutti i resoconti affidabili, questo lancio fu un fallimento e la testata del missile precipitò nell'oceano, la comunità internazionale duramente condannò il gesto della Corea del Nord. Come risposta il Paese asiatico abbandonò i colloqui per il disarmo e, dopo aver espulso gli ispettori dell'ONU, annunciò la ripresa del suo programma nucleare.

## Le proteste del 2011
Durante la festa del 16 febbraio il tentativo della polizia di reprimere le proteste con la forza ha scatenato una reazione generale. Il 24 febbraio si sono registrati molti feriti e alcuni morti nei violenti scontri tra dimostranti e forze dell'ordine a Sinuiju, città confinante con la Cina.

## La morte di Kim Jong-il e la successione
Il 17 dicembre 2011 Kim Jong-il morì per un infarto e venne subito acclamato successore il suo terzogenito ventottenne Kim Jong-un, che ha cercato di mettersi in mostra sin dall'inizio, quando il 15 aprile 2012, per il centenario della nascita del "presidente eterno" Kim Il-sung, il suo Paese fece un test missilistico, che però non andò a buon fine. Le reazioni dei Paesi vicini non tardarono ad arrivare, specialmente dalla Corea del Sud. Il giorno seguente, alla parata militare organizzata per la celebrazione del centenario dalla nascita, Kim Jong-un parlò alla folla riunita, evento più che raro visto che Kim Jong-il l'aveva fatto solo due volte negli ultimi diciassette anni. Durante l'estate ci furono grosse epurazioni di generali a Pyongyang, specialmente Ri Yong-ho, capo di stato maggiore dell'esercito. Allo stesso tempo Jong-un si fece nominare maresciallo. Il 12 dicembre 2012, a quasi un anno dalla morte di Kim Jong-il, la Corea del Nord ha fatto un test missilistico riuscendo a lanciare un satellite in orbita, provocando anche questa volta le proteste internazionali.

## Nuovi conflitti nel 2013
Il 29 marzo 2013 il regime nordcoreano ha annunciato la proclamazione dello stato di guerra con la Corea del Sud. Il 3 aprile lo stato maggiore dell'esercito ha ufficialmente annunciato il via libera a un attacco nucleare contro gli Stati Uniti in caso di aggressione.

## Crisi dei missili del 2017
Tanti sono stati i test nucleari e missilistici fatti dalla Nord Corea. Quando, il 20 gennaio 2017, Donald Trump è diventato presidente degli USA, la tensione è aumentata in quanto Trump ha preso sul serio la faccenda. Si sono succeduti molti test missilistici, come per esempio ad aprile, quando Trump ha deciso di inviare una portaerei nelle acque nordcoreane, e anche ad agosto, quando Kim ha minacciato di colpire la base americana di Guam. 
Il 29 agosto 2017, Kim lancia un missile che sorvola il Giappone, il che ha scatenato gravi reazioni internazionali. Dopo il test nucleare con la bomba H del 4 settembre, che è stato il più potente di sempre, con un terremoto di magnitudo 6.3, la Corea del Nord ha continuato ad effettuare esercitazioni militari.

## Il secondo riavvicinamento con la Corea del Sud

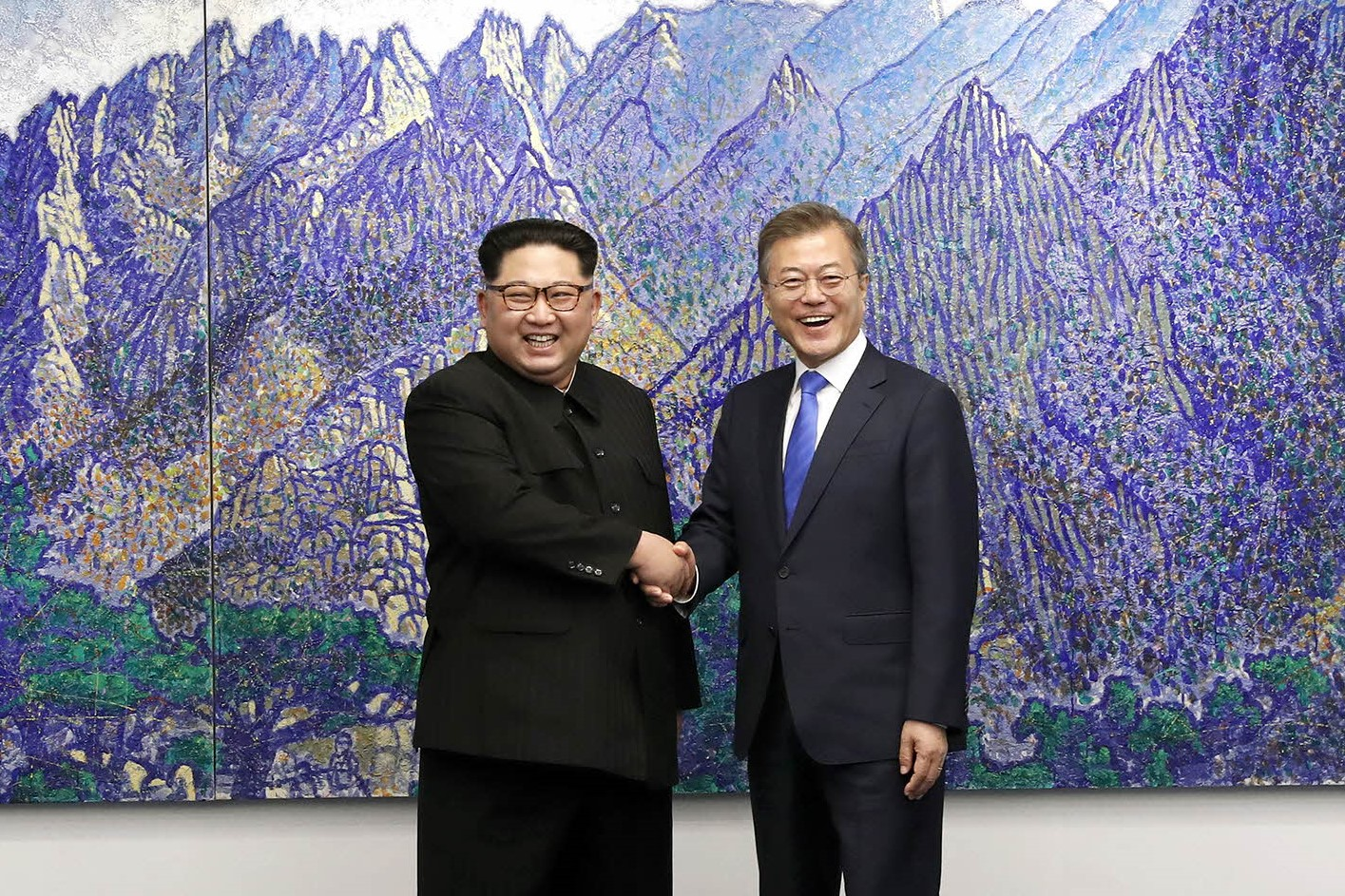
Kim Jong-un e Moon Jae-in (27 aprile 2018)

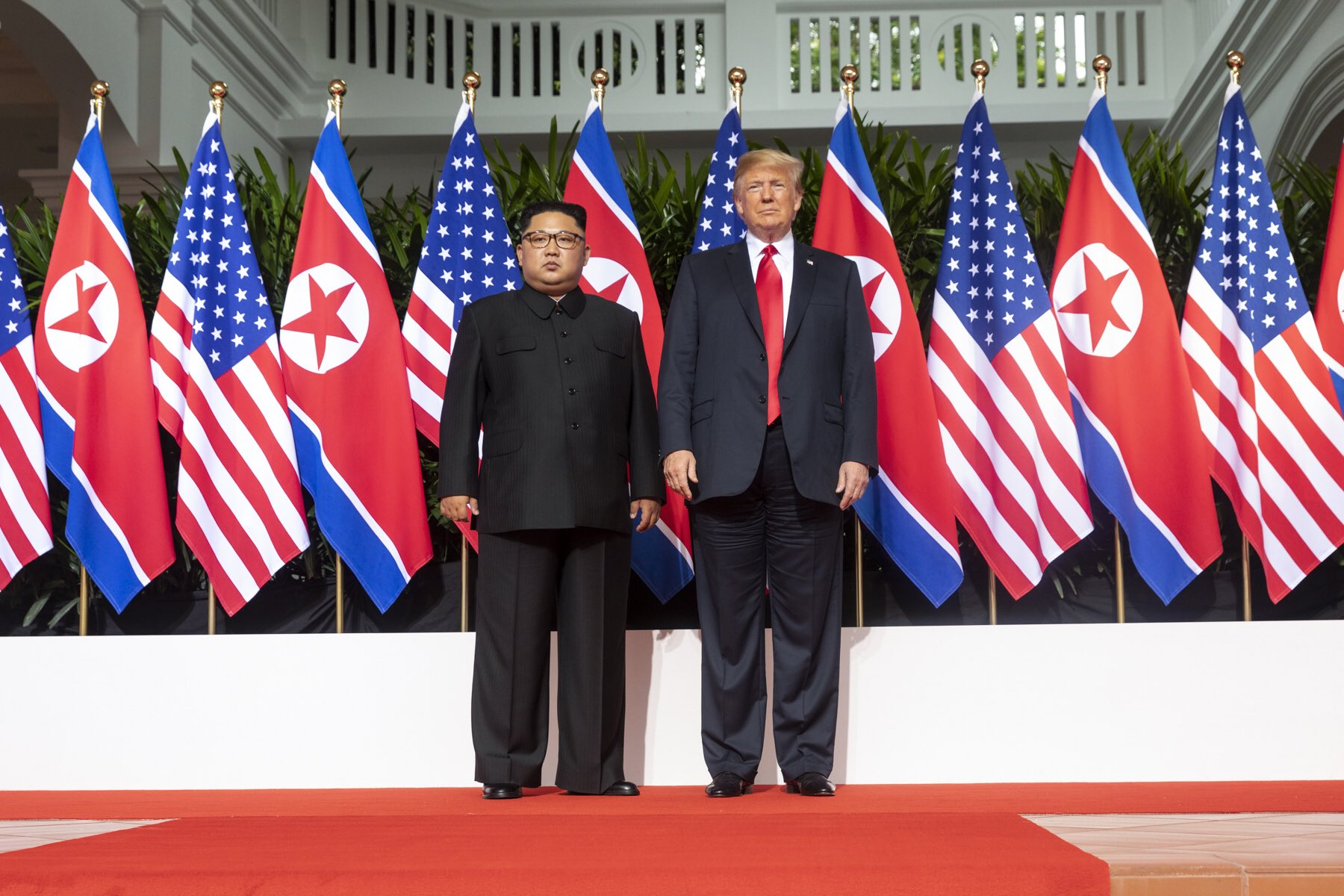
Kim Jong-un e Donald Trump (12 giugno 2018)

Il 27 aprile 2018, dopo oltre 10 anni il leader della Corea del Nord, Kim Jong-un, e il presidente della Corea del Sud, Moon Jae-in, si incontrano nel villaggio di Panmunjeom, al confine tra le due Coree. Un'immagine simbolica per i due leader che prima si sono stretti la mano attraverso la linea di demarcazione dei due confini, e successivamente Kim Jong-un mette piede in Corea del Sud, diventando il primo leader nordcoreano ad attraversare il confine dalla fine della Guerra di Corea del 1953. Viceversa farà il presidente sudcoreano, invitato da Kim per una stretta di mano in Corea del Nord.
Il summit tra le due Coree continua in Corea del Sud in cui le due delegazioni hanno parlato della fine della guerra e dell'inizio del processo di pace e Kim Jong-un ha avviato il processo di denuclearizzazione. I due paesi si sono impegnati a fare in modo che l'armistizio del 1953 diventi un trattato di pace entro la fine del 2018. Il 12 giugno, inoltre, Kim incontra sull'isola di Sentosa il Presidente degli Stati Uniti Donald Trump.